# Porča
Porča je potok v regionu Turňa, v západní části okresu Košice-okolí. Je to levostranný přítok Bodvy, měří 4,5 km a je tokem V. řádu.

## Pramen
Pramení ve Volovských vrších, v podcelku Kojšovská hoľa, na východním svahu Štóského vrchu (865,0 m n. m.) v nadmořské výšce přibližně 770 m n. m.

## Popis toku
Na horním toku teče jihojihovýchodním směrem dolinou Predné Porče, dvojnásobně se esovitě ohýbá a stáčí se na východ. Následně přibírá levostranný přítok (2,1 km) pramenící na JZ svahu Lastovičího vrchu (1061,0 m n. m.) a protékající dolinou Stredné Porče, pak teče na krátkých úsecích přechodně na jihovýchod, dále na východ a zleva přibírá krátký přítok z lokality Porče. Na dolním toku se stáčí jihojihovýchodním směrem, z levé strany přibírá významný přítok (3,7 km) pramenící na východním svahu Lastovičího vrchu a protékající dolinou Zadní Porče a VJV od obce Štós ústí v nadmořské výšce cca 362 m n. m. do Bodvy.